# Гнойник (гмина)
Гнойник (пол. Gnojnik) — сельская гмина (волость) в Польше, входит как административная единица в Бжеский повет (Малопольское воеводство), Малопольское воеводство. Население — 7220 человек (на 2004 год).

## Демография
| Перепись                       | Всего   | Всего | Женщины | Женщины | Мужчины | Мужчины |
| ------------------------------ | ------- | ----- | ------- | ------- | ------- | ------- |
| Единицы                        | человек | %     | человек | %       | человек | %       |
| Население                      | 7220    | 100   | 3640    | 50,4    | 3580    | 49,6    |
| Плотность населения (чел./км²) | 131,5   | 131,5 | 66,3    | 66,3    | 65,2    | 65,2    |

## Сельские округа
1. Бесядки
2. Гнойник
3. Госпшидова
4. Левнёва
5. Ушев
6. Завада-Ушевска
7. Жеркув

## Соседние гмины
1. Гмина Бжеско
2. Гмина Чхув
3. Гмина Дембно
4. Гмина Липница-Мурована
5. Гмина Новы-Виснич